# Dettighofen (Pfyn)
Dettighofen è una frazione del comune svizzero di Pfyn, nel Canton Turgovia (distretto di Frauenfeld).

## Storia

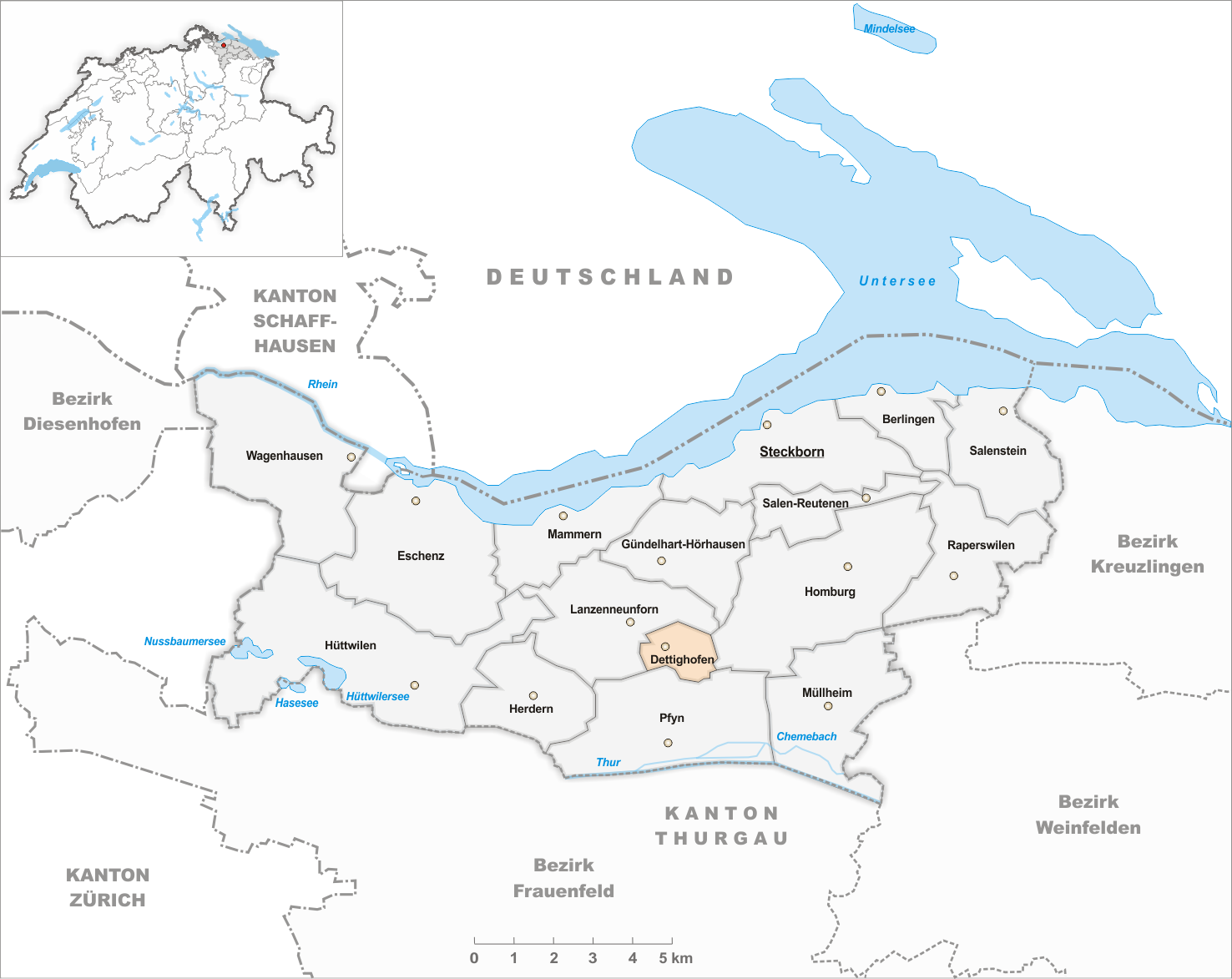
Il territorio del comune di Dettighofen prima degli accorpamenti comunali del 1998

Già comune autonomo (Ortsgemeinde) che apparteneva al distretto di Steckborn e che comprendeva anche le frazioni di Burg, Hirzensprung, Lochmüli e Rüti, nel 1998 è stato accorpato al comune di Pfyn.

## Società

### Evoluzione demografica
L'evoluzione demografica è riportata nella seguente tabella:
Abitanti censiti

## Amministrazione
Ogni famiglia originaria del luogo fa parte del cosiddetto comune patriziale e ha la responsabilità della manutenzione di ogni bene ricadente all'interno dei confini della frazione.